# Акт прихованих робіт
Акт прихо́ваних робі́т (повна назва «акт огляду прихованих робіт, відповідальних конструкцій і ділянок мереж інженерно-технічного забезпечення») — це офіційний документ, що складається після приймання представниками підрядника, замовника та авторського нагляду виконаних відповідальних робіт, що будуть приховані подальшими роботами. Він говорить про те, що ці відповідальні роботи виконані в належній якості.
Перелік заходів при переплануванні, на які необхідно оформляти акти на приховані роботи:
- влаштування основ під фундамент;
- гідроізоляція фундаментів;
- гідро- та теплоізоляція конструкцій огородження;
- гідроізоляція санітарних вузлів, мийних, душових, балконів, лоджій;
- закладення балконів, прорізів, перемичок і настилів перекриттів закладних конструкцій;
- армування монолітних залізобетонних конструкцій;
- кріплення конструктивних елементів лоджій, карнизів, металевих закладних конструкцій;
- армування окремих монолітних ділянок;
- влаштування основ під підлоги.